# Alchemilla devestiens
Alchemilla devestiens är en rosväxtart som beskrevs av Sergei Vasilievich Juzepczuk. Alchemilla devestiens ingår i släktet daggkåpor, och familjen rosväxter. Inga underarter finns listade i Catalogue of Life.